# 엄원상
엄원상(嚴元相, 1999년 1월 6일 ~ )는 대한민국의 축구 선수로 포지션은 오른쪽 윙어, 왼쪽 윙어, 센터포워드이며 현재 K리그1 울산 HD 소속이다.

## 구단 경력
금호고등학교, 아주대학교를 거쳐 2019 시즌을 앞두고 고향팀인 광주 FC의 우선 지명을 받아 프로에 입성했고같은 해 9월 1일 안산 그리너스와의 2019년 K리그2 26라운드에서 프로 데뷔골을 기록하는 등 2019 시즌 공식전 17경기 3골을 기록하며 팀의 창단 첫 리그 우승 및 2020년 K리그1 승격에 기여했다.
그 후 이듬해인 5월 30일 울산 현대와의 K리그1 4라운드 경기에서 시즌 첫 골을 기록하는 등 23경기 7골, 2021 시즌에는 26경기 6골을 기록했다.
그리고 2022 시즌을 앞두고 독일 분데스리가의 헤르타 BSC로 이적한 이동준의 빈자리를 찾고 있던 울산 현대로 이적했고이적 후 2022 시즌 공식전 40경기 14골을 터뜨렸으며 특히 강원 FC와의 K리그1 37라운드 원정 경기에서 후반 29분 동점골을 터뜨리며 울산의 17년만의 리그 우승에 공헌했다.
2023 시즌에도 울산의 K리그 우승을 이끌었으며, 2024 시즌을 앞두고 울산의 부주장으로 선임되었다.

## 국가대표팀 경력
U-20 대표팀 소속으로 2018년 AFC U-19 챔피언십에 출전하여 카타르와의 준결승전에서 득점을 기록하며 팀의 준우승 및 4년만의 U-20 월드컵 본선 진출에 일조했다.
그리고 이듬해에 열린 2019년 FIFA U-20 월드컵 본선 엔트리에 합류한 뒤 조별리그와 토너먼트에서 후반전에 교체 기용되어 스피드로 측면을 공략하는 슈퍼 서브 카드로 활약하며 팀의 사상 첫 FIFA 주관 대회 준우승이라는 역대 최고 성적에 기여했다.
그리고 U-23 대표팀의 일원으로 2020년 AFC U-23 챔피언십에 출전하여 대한민국의 사상 첫 AFC U-23 대회 우승 및 9회 연속 올림픽 본선 진출에 이바지했다.
이후 올림픽 직전에 열린 아르헨티나 올림픽 대표팀과의 평가전에서 후반 추가 시간에 극적인 동점골을 터뜨리며 극적인 무승부를 이끌었고 루마니아와의 2020년 하계 올림픽 남자 축구 B조 조별리그 2차전에서 후반 14분 이동경의 슈팅이 수비수에 굴절되어 자기 자신의 발을 스치는 추가골을 터뜨리며 팀의 4-0 대승을 이끌었다.

## 수상 내역

### 구단
광주 FC
- K리그2 : 우승 (2019)

울산 HD
- K리그1 : 우승 (2022), (2023), (2024)

### 개인
- 10월의 G MOMENT AWARD(게토레이 승리의 순간) : 2022
- K리그 베스트 11 : 2023

### 국가대표팀
대한민국 축구 국가대표팀
- EAFF E-1 풋볼 챔피언십 : 준우승 (2022)

대한민국 U-20
- AFC U-20 아시안컵 : 준우승 (2018)
- FIFA U-20 월드컵 : 준우승 (2019)

대한민국 U-23
- AFC U-23 아시안컵 : 우승 (2020)